# 日本看護系大学協議会
一般社団法人日本看護系大学協議会（にほんかんごけいだいがくきょうぎかい）は、看護大学によって結成されている団体。

## 沿革
- 1976年 - 発足
- 1993年 - 機関加入組織に再編成
- 2010年 - 公益法人制度改革に伴い、一般社団法人に移行

## 活動内容
看護大学の資質向上と教員の研修などを行っている。

## 加盟校
- 保健師、助産師、看護師の国家試験受験資格を取得させ得る4年制大学及び省庁大学校（日本看護系大学協議会 定款第７条）。